# Episema pseudoramburi
Episema pseudoramburi là một loài bướm đêm trong họ Noctuidae.